# 신경조절물질
신경조절물질(神經調節物質, 영어: neuromodulator)은 시냅스후 뉴런의 막에서 이온 투과에 의한 전도도를 직접적으로 변화시키지 않고 신경전달물질의 작용 강약이나 지속 시간을 조절하는 물질이다. 주어진 뉴런이 하나 이상의 화학 물질을 사용하여 다양한 뉴런 집단을 조절하는 생리학적 과정은 신경조절과정(神經調節過程, 영어: neuromodulation)이라 한다. 신경조절물질은 전형적으로 대사성, G-단백질 결합 수용체에 결합하여 광범위하고 오래 지속되는 신호를 유도하는 2차 전령 신호전달 캐스케이드를 개시한다. 이 변조는 수백 밀리 초에서 몇 분 동안 지속될 수 있다.
신경조절물질의 효과 중 일부는 다음과 같다.
- 내장 점화 활동 변경
- 전압 의존 전류 증가 또는 감소
- 시냅스 효능 변경
- 파열 활동 증가 및 시냅스 연결의 재구성 등[1][2][3]

한편 신경조절물질은 신경전달물질과는 다르게 신경보호물질 또는 신경조정물질로 언급하는 경우도 있다.

## 같이 보기
- 신경전달물질
- 호르몬
- 신경로 (nerve tract)

## 참고 문헌
- 한국융합학회논문지 제8권 제11호2017461 - 476 (16 pages) KCI 등재 - 과훈련 증후군의 기전 및 뇌 신경전달물질과 신경조절물질의 역할
- YUHSpace - 심정지 허혈 모델에서 신경조절물질에 의한 뇌손상 및 회복 변동
- ReSEAT 분석 리포트 신경계의 퓨린성 신호체계: 개관
- 신경전달물질인가 신경조절물질인가 - 브레인미디어 Vol. 16